# Жермен дьо Фоа
Жермен дьо Фоа (* 1488; † 15 октомври 1536) е внучка, племенница и втора съпруга на арагонския крал Фернандо II Католик.

## Произход
Дъщеря е на Жан дьо Фоа, граф д'Етамп, виконт Нарбон, и Мария Орлеанска, сестра на Луи XII. Сестра е на Гастон дьо Фоа, херцог дьо Немур, известен френски пълководец. Братовчедка е на Анна Бретонска, съпруга на двама френски крале.

## Наварско наследство
След смъртта на Карл Виански през 1461 г. неговият по-малък брат, Фернандо Католик, няма надежда да присъедини към своите владенията Навара, защото то преминава заедно с ръката на неговата сестра Елинор към дом Фоа. През 1483 г. младият Франсоа Феб дьо Фоа е отровен и неговият чичо Жан дьо Фоа обявява себе си за наследник на наварската корона. В страната избухва гражданска война.
Фернандо Католик след смъртта на съпругата си Исабела I Кастилска (през 1504 г.), решава да се възползва от конфликта и се договаря с френския крал Луи XII за брак с Жермен дьо Фоа, която се пада на краля на Франция родна племенница, а на Фернандо – внучка (той е брат на нейната баба). Според условията на договора, сключен в Блоа, в случай на раждане от Жермен на наследник от мъжки пол, френският крал Луи ХІІ отстъпва своите (доста призрачни) права над Неаполитанското и Йерусалимско кралство. Предбрачният договор е оформен в замъка Блоа на 19 октомври 1505 година.
Фернандо се надява на раждането на наследник и редовно изпълнява с брачните си задължения, обаче единственият син на Жермен, Хуан Жиронски, умира няколко часа след раждането. Ако това не е станало така, Хуан като наследник от мъжки пол, би наследил арагонската корона, която Фернандо не е искал да отстъпва на нелюбимия си зет Филип Красиви. В този случай би се избегнало обединението на Кастилия и Арагон в единно Испанско кралство.
През 1512 г., с клевета постига отлъчване на наварския крал Жан от църквата и прикривайки се зад правата на Жермен за наследяване на Навара, Фернандо анексира част от Навара, разположена на юг от Пиренеите. Парадоксът се състои в това, че правата на Жермен са били мотивирани именно с невъзможността за наследяването на наварската корона по женска линия (салически закон).

## Втори и трети брак
След смъртта на Фернандо, в Испания пристига новият крал – негов 17-годишен внук Карлос. В чест на своята 29-годишна „баба“, Жермен дьо Фоа, той организира турнири и тържества. Съвременниците отбелязват, че двамата добре си допадат един с друг. Когато Жермен ражда дъщеря Изабела, се разпространяват слухове, че нейният баща – е младия крал.
За избягване на скандала Карлос бърза да намери на вдовстващата кралица съпруг. Изборът пада на маркграф Йохан фон Бранденбург-Ансбах. След сключването на брака (юни 1519 г.), младоженците се преместват от Барселона във Валенсия като наместници на земите на Валенсийската корона. Там Жермен жестоко подавя Братското въстание на каталонците; от нейната ръка са подписани десетки смъртни присъди.
След смъртта на съпруга си през 1525 година, Жермен встъпва в трети (също бездетен) брак с Фернандо Арагонски (1488 – 1550), херцог на Калабрия , който е най-възрастният син на неаполитанския крал Федериго, който в това време сменя на престола Фернандо Католик.